# Емили Странгфорд
Лейди Емили Ан Смайт, виконтеса Странгфорд (на английски: Emily Anne Smythe, Viscountess Strangford), е английска общественичка, пътешественичка, филантроп и радетелка за България по времето на Априлското въстание и след Освобождението.

## Живот
Емили Ан Бофорт е родена през 1826 г. в семейството на британския морски адмирал сър Френсис Бофорт, създател на скалата за измерване на силата на ветровете, и Алиша Магдалина Бофорт. Има 4 братя и 2 сестри. Младостта ѝ преминава в пътувания на кораба на баща ѝ, които през 1858 г. решава да опише в книга.
През 1861 г. в Лондон е публикувана двутомната ѝ книга „Египетски гробници и сирийски светилища“, която била популярна за времето си. Книгата получава остра отрицателна рецензия в „Saturday Review“ от Пърси Елън Фредерик Уилям Смит, 8-и виконт Странгфорд (Percy Ellen Frederick William Smythe Strangford), човек със задълбочени интереси в културологичните и лингвистичните изследвания и ориенталистиката. Резултатът от отрицателната рецензия обаче е необичаен: рецензентът и авторката се влюбват и сключват брак на следващата година.
Съпругът лорд Пърси Странгфорд е дългогодишен дипломат в британското посолство в Истанбул и специалист по Източния въпрос. Подкрепя българите по време на борбата за църковна независимост. Смята се, че той е първият британски дипломат, който е разкрил пред английската общественост националната идентичност и култура на българите и предположил, че при залеза на Османската империя българите, а не сърбите, ще имат водеща роля в политиката на Балканите. В своите мемоари лейди Странгфорд пише: „Покойният ми мъж често е заявявал да направя това, което е възможно, макар и малко да е то, в полза на българите“.
След смъртта на съпруга си през 1869 г. тя редактира и издава сборник от избрани негови текстове по политически, географски и социални проблеми (A Selection from the Writings of Viscount Strangford on Political, Geographical and Social Subjects, 1869). Записва се в училище за медицински сестри и посвещава живота си на благотворителност и подпомагане на болници, домове и кухни за бедни.
Интересът на лейди Странгфорд към България, завещан ѝ от съпруга ѝ, се засилва след известията за жестокото потушаване на Априлското въстание в Батак, Брацигово, Перущица и други селища в България. Заедно с Джанюариъс Макгахан – журналист и кореспондент на „Дейли Нюз“, Емили Странгфорд също има роля за формирането на британското обществено мнение за тежката участ на българите.
Тя се обръща с призив към британската общественост и европейците в Цариград да подпомогнат българите и създава фондация за набиране на средства, наречена „Bulgarian Present Relief Fund“. Пристига в България през септември 1876 и до пролетта на 1877 г. със събраните почти 30 000 британски лири оборудва 6 болници в най-опустошените селища след въстанието – Батак, Радилово, Перущица, Панагюрище, Карлово и с. Петрич. Обикаля общо около 59 селища в Пловдивско и Пазарджишко, снабдявайки жителите им с дрехи, храни, медикаменти, покъщнина. Накратко за нейния престой в Перущица в свои монографии пишат проф. Константин Гълъбов и Иван Кепов. Иван Вазов ѝ посвещава написаното на 19 септември 1876 г. стихотворение „На леди Странгфорд“, част от стихосбирката „Тъгите на България“.
По време на Англо-египетската война от 1882 г. Емили Странгфорд заминава за Египет, където открива болницата „Виктория“ в Кайро. При завръщането си в Англия кралица Виктория я награждава с Ордена на Червения кръст.
За втори път лейди Странгфорд посещава България през 1884 г., отново по маршрута Цариград – Пловдив. Според вестник „Народний глас“ при пребиваването си в България тя остава доволна да види значителните успехи на българите, постигнати след Освобождението.
През 1887 г. Емили Странгфорд събира пари за построяване на болница в Порт Саид. Въпреки разклатеното си здраве тя заминава по море на 5/17 март, за да открие болницата, но умира на борда на кораба от мозъчен инсулт на 12/24 март. Нейното тяло е балсамирано в Неапол и след това изпратено в Англия, където е погребана на 6/18 април до гроба на нейния съпруг.
След смъртта на съпруга си лейди Странгфорд публикува редактираните от нея негови писма и текстове: Original Letters and Papers upon Philology and Kindred Subjects (Оригинални писма и статии по филология и сродни теми).

## Наследство в България
- Иван Вазов посвещава стихотворението „На леди Странгфордъ“, написано на 19 септември 1876 година. Това стихотворение е издълбано и върху бюст-паметника ѝ, който се намира в малка закътана градинка в гр. Хисаря, редом с паметник в памет на финландските войници, загинали по време на Руско-турската война.

- В Народна библиотека „Иван Вазов“ в Пловдив се съхранява относително слабо известният хербарий от водорасли, събиран от Емили Странгфорд в периода 1843 – 1845 г., докато тя плава с корабите на баща си по крайбрежието на островите Оркни (Северна Шотландия) и на Ирландия. Странгфорд подарява колекцията си през 1883 г. на Вълко Шопов, кмет на Пловдив и неин секретар и преводач при обиколката ѝ на България след Априлското въстание през 1876 – 1877 г.[7]

- В Историческия музей в Пловдив се съхранява писалището на лейди Странгфорд.

- На 16 август 2008 г. в Копривщица по инициатива на Общото копривщенско настоятелство е открита паметна плоча на лейди Странгфорд. Плочата е поставена на фасадата на къщата, където днес се намира Здравната служба, в която през 1876 г. Странгфорд открива трапезария за бедни.[8].
- Паметна плоча има в село Радилово на сградата, в която лейди Странгфорд открива 1 от 6-те лечебници.
- Улици в градовете София (Карта) и Пловдив носят името на лейди Странгфорд.
- Паметник на лейди Странгфорд има и в Батак.